# زیردریایی کلاس هاجن
سابمارین کلاس هاجن (به انگلیسی: Hajen-class submarine) یک کلاس از زیردریایی است که طول آن 65,8 m می‌باشد.